# 의릉관리소 영휘원출장소
의릉관리소 영휘원출장소는 사적 제361호로 지정된 영휘원을 보호·관리하기 위해 설립된 대한민국 문화재청 의릉관리소 소속기관이다. 서울특별시 동대문구 홍릉길 90에 위치하고 있다. 세계유산의 효율적인 관리를 위해 2012년 9월 12일 조선왕릉관리소 소속 지구관리소로 통합되면서 폐지되었다.

## 같이 보기
- 영휘원
- 숭인원